# 清輝
清輝 (せいき) は、日本海軍の軍艦。清輝は「輝く清い光」の意味で、易経に「輝光日新其徳」とあるという。

## 概要
明治維新後の初めての国産軍艦として横須賀造船所で建造された（それまでの建造艦船は何れも運送船や御召船などになる）。設計はフランス人技術者レオンス・ヴェルニー、建造は日本人の職工であった。また日本艦船として初めてヨーロッパへ遠征したことでも特筆すべき艦である。
1888年に触礁により破壊された。

## 艦型
3檣バーク型の砲艦、またはスループ になる。

### 機関
日本で製造された機関の中で初めて2段膨張式機械を備えた。ボイラーは片面戻火缶（または円缶）2基を備えた。蒸気圧力は45ポンド/平方インチ。また触面復水器が設置された。
1876年11月29日の試運転届出によると、回転数60rpmで速力8ノット、75rpmで11.2ノットを記録した。
1886年頃、新しいボイラーに換装した。

### 要目
船体主要寸法については、文献によって色々な単位で数値が残されている。右表の寸法は主に『海軍省報告書』の値となる。他の文献の値も以下に示す。
| 出典   | 海軍省報告書     | 大日本軍艦帖(1894) | 帝国海軍機関史(経歴) | 帝国海軍機関史(沿革)                |
| ------ | ---------------- | ------------------ | -------------------- | ----------------------------------- |
| 長さ   | 211尺86(64.200m) | 61.150m            | 60.07m(36間5尺)*     | 垂線間長:200 ft 7+1⁄2 in (61.151 m) |
| 幅     | 30尺756(9.320m)  | 9.300m             | 9.032m(5間7寸)*      | 30 ft 6 in (9.296 m)                |
| 深さ   | 16尺93(5.130m)   |                    |                      |                                     |
| 吃水   | 13尺365(4.050m)  | 4.050m             |                      |                                     |
| 排水量 | 898トン          | 897噸              |                      | 897噸                               |

- 括弧内はmに変換した値。ただし*の値は記載のママを転載。

## 艦歴

### 建造
当時の主船頭が2,600噸の木造軍艦の製造をヴェルニーに命じたが、
資材不足のため計画を改めた。最終的に「清輝」（897トン）と「天城」(926トン) が建造されたと言われる。1873年（明治6年）2月10日、ヴェルニーに対し排水量800英トン、出力180馬力、大砲5門の艦の設計が命じられた。11月20日、横須賀造船所にて起工。12月4日、新造の180馬力艦は「清輝」と命名された。1875年（明治8年）3月5日、明治天皇臨席の下、「清輝」は進水した。
10月15日付で井上良馨少佐が艦長に任命された。10月28日、日本周辺を東部と西部に分け、東部指揮官には中牟田倉之助少将、西部指揮官には伊東祐麿少将が任命され、10月31日、「清輝」は東部指揮官所轄予定となった。
1876年（明治9年）6月20日 (または21日) に「清輝」は竣工した。

### 1870年代
1876年（明治9年）奥羽巡幸が行われ、「清輝」(竣工前) は5月25日に横浜港を出港、青森港に回航していた。6月6日、「春日」と「清輝」「高雄丸」が奥羽巡幸の護衛として青森を出港した。6月27日、「清輝」は常備艦とされた。8月1日、入渠してボイラーなどを修理した。10月30日に再入渠し、スクリュー翼の折損を修理した。11月6日に出渠し、11月29日に試運転の結果が報告されている。
1877年（明治10年）1月12日スクリュー翼1枚を失ったため、横須賀で修理したいと申し出があり、1月16日に横須賀港へ入港し、同日入渠した。1月19日に出渠し横浜に回航した。1月24日から同27日にかけて、明治天皇の大和行幸に供奉艦として横浜から神戸まで同行した。
鹿児島の情勢不安（後に西南戦争）のため、2月13日22時、「春日」と「清輝」は神戸港を出港し、鹿児島に向かった。2月21日、熊本で偵察のため上陸した士官・兵が攻撃され7名が死亡した。3月26日、長崎で機関部の修理の届出があった。修理は4月4日に完了した。9月1日、下関で機関が故障し、同地に午後8時投錨、翌2日に博多港に寄港した。9月5日、長崎港に回航し、修理と決定した。同月、城山の戦いに参加。「清輝」は10月10日午前1時30分に横浜港に帰港した。
10月29日、横浜港から横須賀港に回航し、修理を受けた。この当時は各港に常備艦を置いており、そのため損傷からの修理が増加して現用の艦が「春日」1隻になってしまった。そのため「清輝」の修理が急がれ、12月26日に出渠した。

### ヨーロッパ遠征
1878年（明治11年）から翌1879年（明治12年）にかけて「清輝」はヨーロッパ遠征を行った。
1877年12月14日、欧州回航が命ぜられ、翌1878年1月17日14時45分に横浜を出港した。金田湾 - 下田 - 長崎を経て日本を離れ、香港（2月3日）、シンガポール（2月17日）、コロンボ（3月1日）、アデン（3月18日）、エジプト（3月29日スエズ～同30日イスメリヤ～同31日ポートサイド）へ寄港し、4月13日からマルタ島の造船所で修理を受けた。
5月4日にマルタ島を離れ、シチリア島（5月4日シラキュース～同7日メッシーナ）、イタリア本土（5月10日ナポリ～同18日ラ・スペツィア～同20日ジェノバ）、フランス（5月24日ツーロン～同29日マルセイユ）、イベリア半島（6月5日バルセロナ～同9日カルタヘナ～同12日ジブラルタル～同15日リスボン～同20日フェロル）、イギリス（6月26日プリマス～7月4日ポートランド～同6日ポーツマス～同18日グリーンハイス）に寄港した。「清輝」乗組の川村正介少尉はイギリスで退艦し、3年間の自費留学を行った
7月29日にイギリスを発ち、フランスのセルフル（7月30または31日）、ジブラルタル（8月21日）を巡り、8月26日にツーロンに再寄港して修理を受け、イタリアとシチリア島（10月3日ジェノバ～同8日ナポリ～14日パレルモ～同18日メッシーナ）を巡り、10月20日にマルタ島バレッタに寄港し、ここでスクリュー翼1枚の交換などの修理を行った。修理完了後はトルコの各地（11月3日ベシカベー～同4日チャナク～同6日ガリボリ～同7日アルタッキ～11月9日コンスタンティノープル）を訪れた。
以後帰国の途につき、チャナク、ポートサイド、グレートビター湖、スエズを経由し12月8日にアデン着。12月26日ボンベイに到着し、翌年1月6日より同地でで上甲板の修理を受けた。1月11日にボンベイを発し、コロンボ（1月17日）、ポイントデガール（1月21日）、ベナン（1月31日）、シンガポール（2月6日）、マニラ（3月2日）、ランマ島西湾（3月9日）、香港（3月10日）、厦門（3月21日）を経て3月29日に長崎へ帰国した。
4月4日に長崎を発し、大辺浦、神戸、鳥羽に寄港し、4月18日横浜に帰港した。4月23日、品川に帰着した。
5月19日、品川から横須賀に回航した。6月21日に横浜に回航、6月23日に艦隊訓練を行い、横須賀に戻った。8月26日、品海に回航した。9月18日、横須賀に回航した。
9月10日（または9月12日）、「清輝」は修復艦と定められ、9月22日より横須賀造船所で修理が開始され、9月30日にボイラーが陸揚げされた。1881年（明治14年）7月7日に修理は完了した。

### 1880年代
1881年（明治14年）7月1日、造船所所轄修復艦の「清輝」は東海鎮守府常備艦とされた。
7月28日、「清輝」は横須賀港を出港し、兵庫港を経て、8月7日に朝鮮の釜山港に到着した。以降、仁川と豊島に寄港し、対馬・厳原を経て9月12日に竹敷に回航された。9月14日、竹敷から釜山に移動し、10月2日に長崎へと回航され、長崎工作分局で10月9日から10月15日まで修理を受けた。
10月24日、長崎を出港し、元山津～松田湾～内湖湾～元山津と回航し、12月3日に釜山港へ入港。12月18日より統営、絶景島西岸、釜山を回航した。12月25日に長崎へ入港した。
1882年（明治15年）1月27日、釜山、巨文島、仁川を回り、2月26日に仁川へ戻る。3月14日仁川を出港、3月16日に釜山に到着し、釜山沖で射撃訓練を行った。3月25日、帰国して長崎工作分局で修理を受け、4月14日に出港し、彦島、門司、伊予ヲベハト、兵庫港に寄港し、5月1日に横浜港に寄港した。5月17日から6月9日まで横須賀造船所で修理を受けた。
8月9日に横須賀港を出港し、神戸、門司を経て8月16日に仁川港に入る。8月22日、豊浦～牙山浦～南陽と回航し、仁川港に戻った。8月31日から9月2日にかけて南陽～豊浦を回航し仁川に戻る。9月10日から14日にかけて豊浦～芝罘を回り、仁川に戻る。9月19日に仁川を発ち、門司に帰国。兵庫を経て10月5日に品川に帰着した。11月7日から横須賀造船所で修理を受け、翌年5月21日に完了した。7月2日に試運転の成績が報告された。

### 中艦隊
同年(1882年)10月12日「扶桑」「金剛」「比叡」「龍驤」「日進」「清輝」「天城」「磐城」「孟春」「第二丁卯」「筑波」の11隻で中艦隊が再度編成された。
1883年（明治16年）4月19日、機関学校生徒1名が実地演習のために「清輝」に乗組み、12月まで乗務した。7月6日、「清輝」は品川を出港して館山湾に回航、同地で大砲射撃を行った。その後、浦賀～鳥羽～兵庫～厳島湾～門司を経由し、8月24日に仁川港に到着した。9月19日から10月16日にかけて、長崎港～平戸河内湾に回航し、仁川に戻った。11月16日に仁川を発ち、長崎を回航して12月14日に釜山港に入る。12月20日、仁川を目指して出港したが暴風の為に前に進めず、12月24日、伊万里に到着した。12月28日に伊万里から長崎に回航した。

### 常備小艦隊
1885年(明治18年)12月28日中艦隊は解隊、同日「春日」を除く中艦隊に所属していた8隻(「扶桑」「金剛」「比叡」「海門」「筑紫」「清輝」「磐城」「孟春」)で改めて常備小艦隊が編成された。
1886年(明治19年)8月7日「清輝」は常備小艦隊から除かれ、
12月28日横須賀鎮守府所轄常備艦に指定された。

### 最後
1888年（明治21年）12月7日午前2時頃、駿河湾にて触礁。12月10日午後2時頃、船体が破壊された。

## 艦長
※『日本海軍史』第9巻・第10巻の「将官履歴」及び『官報』に基づく。
- 井上良馨 少佐：1875年10月15日[24] - 12月15日
- 井上良馨 少佐：1876年3月22日[66] - 1879年8月19日
- 磯辺包義 少佐：1880年6月17日 - 1882年8月3日
- 磯辺包義 中佐:1882年8月6日 - 1883年3月2日
- 隈崎守約 中佐:不詳 - 1884年6月16日
- 伊地知弘一 少佐：1884年6月16日 - 1885年6月22日
- 野村貞 少佐：1885年6月22日 - 1886年4月12日
- 松岡方祇 少佐：1886年4月12日 - 8月4日
- 河原要一 少佐：1886年12月28日 - 1887年10月27日
- 田尻唯一 少佐：1887年10月27日[67] -